# Carl Lumbly
Carl Winston Lumbly (* 14. srpna 1951 Minneapolis, USA) je americký filmový, televizní a divadelní herec. Narodil se v Minneapolisu do rodiny jamajských přistěhovalců. Nejprve studoval na zdejší střední škole a později na Macalester College ve městě Saint Paul. Předtím, než se začal věnovat herectví, pracoval jako novinář. V letech 1982 až 1988 hrál v televizním seriálu Cagney & Lacey. V letech 1987 až 2010 byla jeho manželkou herečka Vonetta McGee.

## Filmografie
- Útěk z Alcatrazu (1979)
- Caveman (1981)
- Okno z ložnice (1987)
- Americký idol (1988)
- Psychopat ze San Francisca (1990)
- Líheň zločinu (1992)
- Nevinný výlet (1998)
- Ten nejlepší (2000)
- Pouhý sen (2002)
- Vraždy podle abecedy (2008)
- 99% (2012)
- Love Twice (2016)